# Giannīs Mpouzoukīs
Giannīs Mpouzoukīs (in greco Γιάννης Μπουζούκης?; Preveza, 27 marzo 1998) è un calciatore greco, centrocampista del Panaitōlikos.

## Carriera

### Club
Cresciuto nel settore giovanile del Panathīnaïkos, ha debuttato in prima squadra il 3 febbraio 2018, nel corso della partita di campionato contro il Panetolikos, terminato poi 0-0. Segna la sua prima rete contro lo Skoda Xhanti il 26 agosto 2018.

### Nazionale
Ha giocato nelle nazionali giovanili greche Under-17, Under-19, Under-20 ed UNder-21.

## Statistiche

### Presenze e reti nei club
Statistiche aggiornate al 31 luglio 2019.
| Stagione             | Squadra              | Campionato           | Campionato | Campionato | Coppe nazionali | Coppe nazionali | Coppe nazionali | Coppe continentali | Coppe continentali | Coppe continentali | Altre coppe | Altre coppe | Altre coppe | Totale | Totale |
| Stagione             | Squadra              | Comp                 | Pres       | Reti       | Comp            | Pres            | Reti            | Comp               | Pres               | Reti               | Comp        | Pres        | Reti        | Pres   | Reti   |
| -------------------- | -------------------- | -------------------- | ---------- | ---------- | --------------- | --------------- | --------------- | ------------------ | ------------------ | ------------------ | ----------- | ----------- | ----------- | ------ | ------ |
| 2017-2018            | Panathīnaïkos        | SL                   | 4          | 0          | CG              | 1               | 0               | -                  | -                  | -                  | -           | -           | -           | 5      | 0      |
| 2018-2019            | Panathīnaïkos        | SL                   | 24         | 4          | CG              | 3               | 0               | -                  | -                  | -                  | -           | -           | -           | 27     | 4      |
| Totale Panathīnaïkos | Totale Panathīnaïkos | Totale Panathīnaïkos | 28         | 4          |                 | 4               | 0               |                    | -                  | -                  |             | -           | -           | 32     | 4      |
| Totale carriera      | Totale carriera      | Totale carriera      | 28         | 4          |                 | 4               | 0               |                    | -                  | -                  |             | -           | -           | 32     | 4      |